# Costituzione di Apatzingán
La Costituzione di Apatzingán, promulgata il 22 ottobre 1814, fu la prima Costituzione del Messico, allora denominato America Messicana.
Il congresso, riunitosi nella città di Apatzingán a causa della persecuzione delle truppe di Calleja, le diede come titolo ufficiale Decreto Costituzionale per la Libertà dell'America Messicana.
Gli autori ripresero i principi della Costituzione spagnola del 1812, con alcune significative varianti. A differenza della costituzione spagnola, quella di Apatzingan proclamava un regime repubblicano, difendeva la sovranità popolare e il diritto del popolo a cambiare governo secondo la propria volontà. La costituzione si ispirò al modello liberal-democratico della costituzione francese e spagnola più che alle idee politiche che José María Morelos y Pavón aveva formulato in un documento, i Sentimenti della Nazione, presentato al congresso l'anno precedente.
Venne proclamata la divisione dei tre poteri (esecutivo, legislativo e giudiziario), considerando come organo supremo il Supremo Congresso Messicano, composto da 17 deputati delle province; tra questi si dovevano nominare i membri del governo che doveva essere formato da tre persone, che si sarebbero alternate alla presidenza ogni quattro mesi. Il supremo tribunale di giustizia sarebbe stato costituito da cinque persone.
Si decretava la religione cattolica come unica religione dello stato e si proclamava l'uguaglianza dei cittadini di fronte alla legge, la libertà di parola e di stampa e l'inviolabilità del domicilio.